# Grosville
Grosville – miejscowość i gmina we Francji, w regionie Normandia, w departamencie Manche.
Według danych na rok 1990 gminę zamieszkiwało 618 osób, a gęstość zaludnienia wynosiła 47 osób/km² (wśród 1815 gmin Dolnej Normandii Grosville plasuje się na 364. miejscu pod względem liczby ludności, natomiast pod względem powierzchni na miejscu 316.).